# Seconde bataille de la Cuchilla de Taindala
Campagne de Pasto
(Guerre d'indépendance de la Colombie)
Batailles
m
- Bomboná
- Cuchilla de Taindala (1)
- Cuchilla de Taindala (2)
- Ibarra
- Alto de Cebollas
- Juanambú
- Tacines
- Barbacoas

La seconde bataille de la Cuchilla de Taindala est un affrontement qui a eu lieu le 22 décembre 1822 près de San Juan de Pasto entre les forces de l'armée colombienne dirigées par Antonio José de Sucre et les forces royalistes de Pasto commandées par Benito Boves.
Un mois après une première bataille au même endroit gagnée par les royalistes, cette fois les Colombiens sortent victorieux de l'affrontement. Entre le 23 et le 25 décembre, Sucre entre avec le bataillon Rifles (es) dans Pasto.